# 桜ガ丘
桜ガ丘（さくらがおか）は秋田県秋田市にある地域名。郵便番号は010-0043。桜ガ丘一丁目から五丁目までで構成される。

## 概要
出羽国豊島郡桜村の一部として成立したが、1889年に松崎村、柳館村、寒川村、通沢村、梨平村、黒川村、宝川村と合併して下北手村となる。1954年に、河辺郡浜田村・豊岩村・仁井田村・四ツ小屋村・上北手村・下北手村が秋田市に編入された。北西東で下北手など、南で大平台と接する。

## 施設
- ファッションセンターしまむら
- 桜ガ丘一丁目公園
- 桜ガ丘第一街区公園
- 桜ガ丘第二街区公園
- 桜ガ丘三丁目公園
- みはらし公園

## 教育
当地に小中学校は存在しないが、秋田市立桜小学校、秋田市立桜中学校の学区となっている。　

## ギャラリー

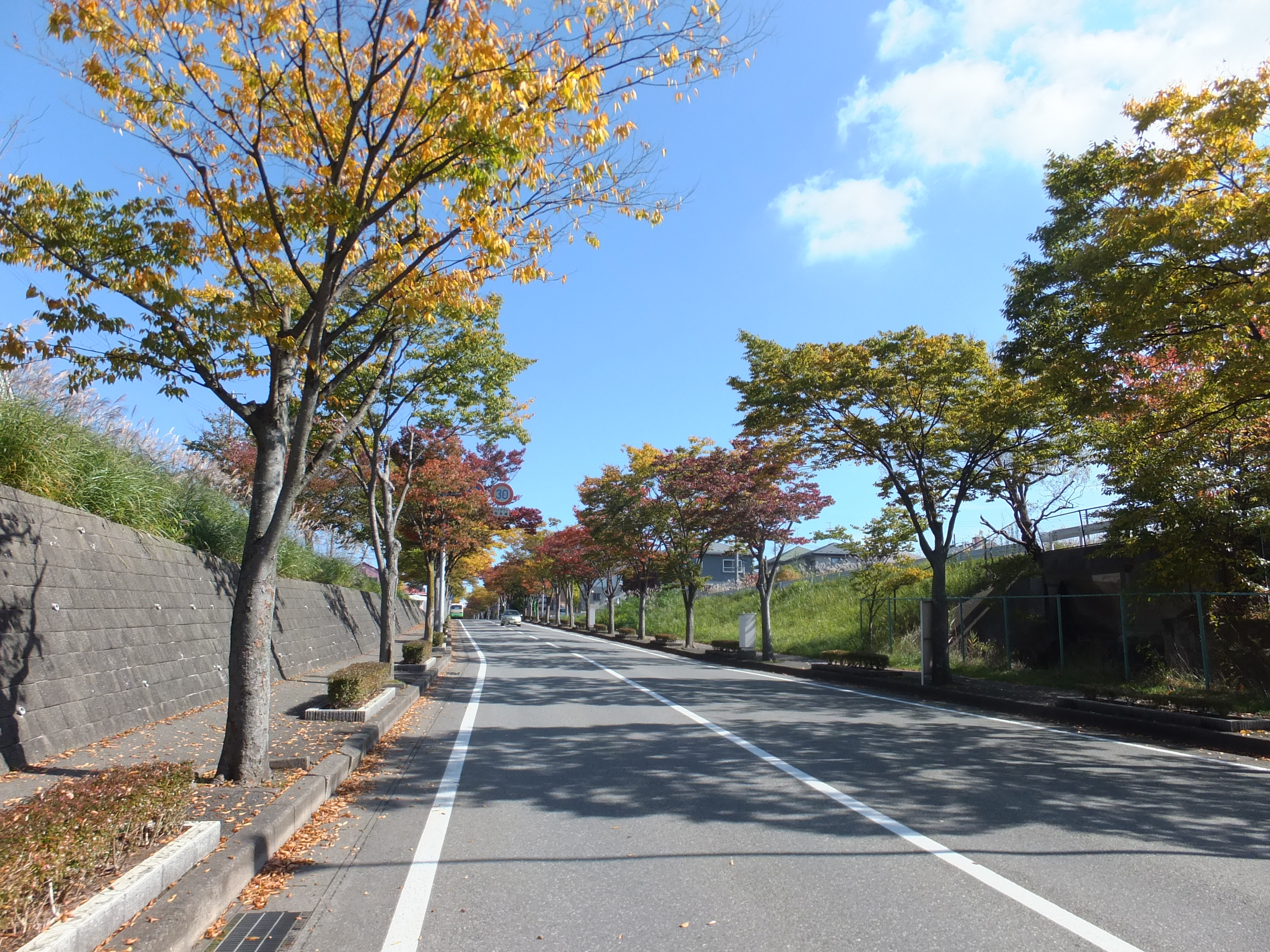
ハイタウン桜に通じる道路